# Cornelius Meister
Cornelius Meister (Hannover, Alemanya, 23 de febrer de 1980) és un director d'orquestra i pianista alemany. El seu pare, Konrad Meister, va ser pianista i professor de piano a la Musikhochschule Hannover. La seva mare també és professora de piano. El seu germà, Rudolf Meister, també és pianista i és rector de la Musikhochschule Mannheim.
Meister va estudiar piano i direcció a la Hochschule für Musik und Theater Hannover. A més del seu pare, entre els seus professors a Hannover hi havia Martin Brauss i Eiji Oue. Meister també va estudiar música al Salzburg Mozarteum, amb professors com Dennis Russell Davies i Karl Kamper. Va ser guanyador del premi al Concurs de música de cambra d'Alemanya del sud-oest de 1996, guanyador del premi Radeberger i del públic del Premi Schleswig-Holstein Musik Festival de 1998 i va rebre el 2000 un premi del Deutscher Musikwettbewerb.
Des del 2001 fins al 2002, Meister va ser assistent de direcció al Teatre d'Erfurt. També ha treballat com a Kapellmeister a la Staatsoper Hannover. El setembre de 2005, es va convertir en Generalmusikdirektor de Heidelberg, l'aleshores director general de música d'Alemanya. L'octubre de 2008, va ampliar el seu contracte de Heidelberg fins al 2012, en el qual va concloure la seva tinència. El setembre de 2010, Meister es va convertir en director de l'Orquestra Simfònica de Ràdio de Viena (RSO de Viena), amb un contracte inicial de quatre anys. El febrer de 2015, l'orquestra va anunciar la pròrroga del seu contracte fins al 2018. Amb la RSO de Viena ha gravat comercialment música de Gottfried von Einem i Béla Bartók.
L'abril de 2016, la RSO de Viena va anunciar que Meister conclouria el seu mandat amb l'orquestra el 2018, al final del seu contracte. El juny de 2016, va ser nomenat el següent Generalmusikdirektor (GMD) de l'Òpera Estatal de Stuttgart i de l'Orquestra Estatal de Stuttgart, vigent a l'inici de la temporada 2018-2019, amb un contracte inicial per a sis temporades.
El setembre de 2009, Meister va debutar a la direcció nord-americana amb l'Òpera de San Francisco. Continua interpretant música de cambra en un duet de piano de clarinet amb Clemens Trautmann.
Casat des del 2006, Meister i la seva dona tenen dos fills.